# Florian Wiegele
Florian Wiegele (* 21. März 2001 in Graz) ist ein österreichischer Fußballtorwart.

## Karriere

### Verein
Wiegele begann seine Karriere beim SV Strassgang. Im Oktober 2007 wechselte er in die Jugend des SK Sturm Graz, bei dem er ab der Saison 2014/15 auch sämtliche Altersstufen in der Akademie durchlief. Zur Saison 2017/18 rückte er in den Kader der Amateure, für die er aber nie zum Einsatz kam.
Zur Saison 2019/20 wechselte Wiegele zum viertklassigen SV Lebring. Für Lebring absolvierte er insgesamt 47 Partien in der Landesliga. Zur Saison 2022/23 schloss sich der Tormann dem Regionalligisten FC Gleisdorf 09 an. Für Gleisdorf machte er 24 Spiele in der Regionalliga.
Zur Saison 2023/24 wechselte er zum Zweitligisten DSV Leoben. Nachdem er zunächst als zweiter Tormann hinter Žan Pelko nur im ÖFB-Cup zum Einsatz gekommen war, debütierte er im November 2023 in der 2. Liga, als er am 13. Spieltag jener Saison gegen Schwarz-Weiß Bregenz in der Startelf stand. Bis Saisonende kam er zu zwölf Zweitligaeinsätzen. Nach der Saison 2023/24 wurde den Leobnern jedoch die Zweitliga-Zulassung entzogen.
Daraufhin wechselte Wiegele zur Saison 2024/25 nach Tschechien zum Erstligisten Viktoria Pilsen, bei dem er einen bis 2027 laufenden Vertrag erhielt. Für Viktoria kam er bis zur Winterpause aber nie zum Einsatz. Daraufhin kehrte er im Jänner 2025 nach Österreich zurück und wechselte leihweise zu Bundesligist Grazer AK. Für den GAK kam er während der Leihe zu 15 Einsätzen in der Bundesliga.

### Nationalmannschaft
Wiegele spielte im Februar 2016 erstmals für eine österreichische Jugendnationalauswahl. Im März 2020 gab er gegen Slowenien sein Debüt im U-19-Team.